# Deshler (Ohio)

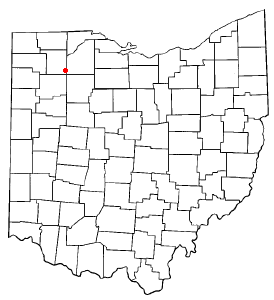
Deshler na planie stanu Ohio

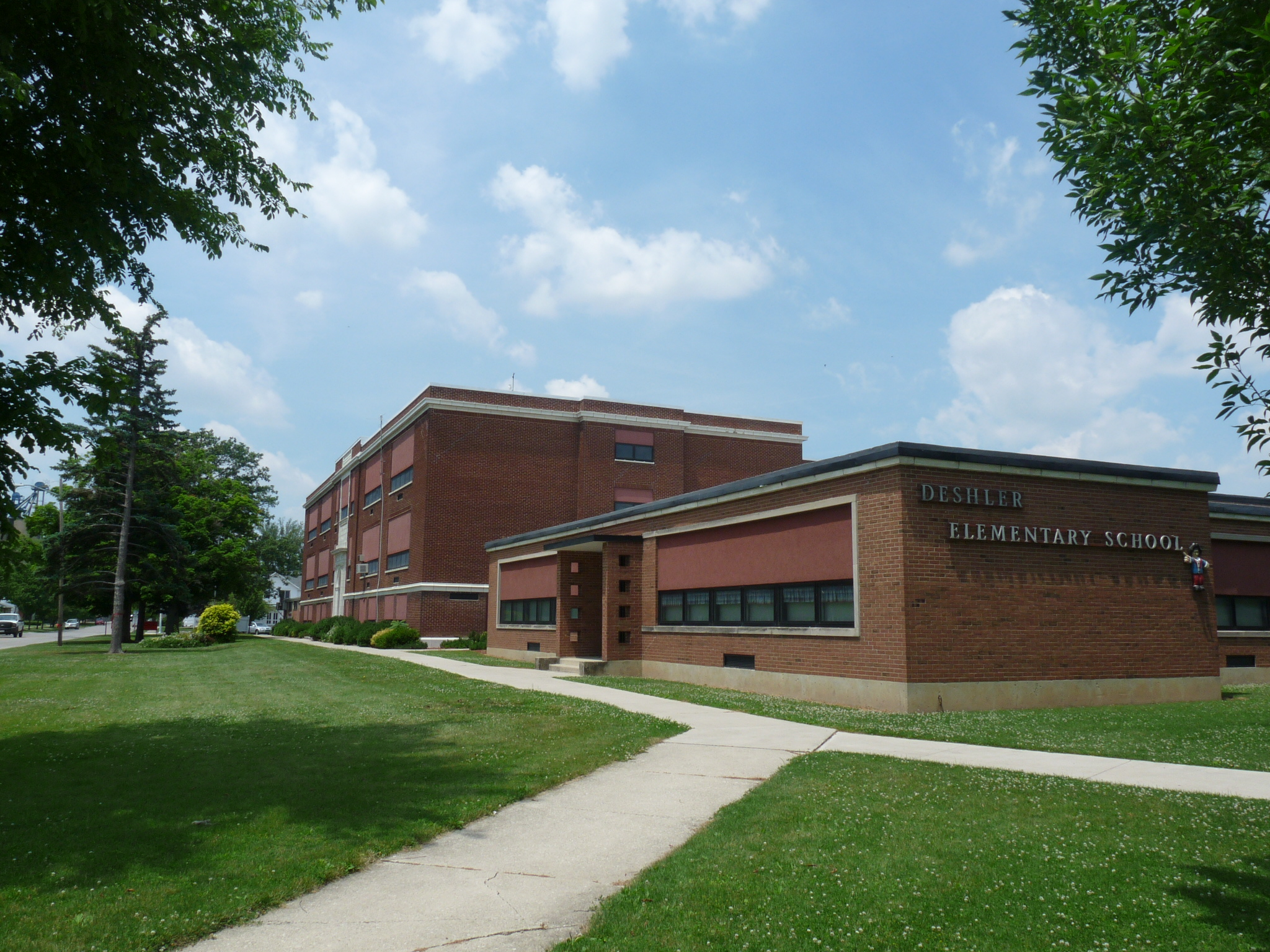
Szkoła Podstawowa w Deshler

Deshler – wieś w USA, w hrabstwie Henry, w stanie Ohio. Aktualnie (2014) burmistrzem wsi jest Steve Gibson.
W roku 2010, 28,8% mieszkańców było w wieku poniżej 18 lat, 6,5% było w wieku od 18 do 24 lat, 26,5% miało od 25 do 44 lat, 23,1% miało od 45 do 64 lat, a 14,9% było w wieku 65 lat lub starszych. We wsi było 49,5% mężczyzn i 50,5% kobiet.
Liczba mieszkańców w 2010 roku wynosiła 1 799, a w roku 2012 wynosiła 1795.

## Znani mieszkańcy
- Vicki Lynne Cole – nastolatka, który zyskała nieoczekiwaną sławę hasłem „Bring Us Together” po roku 1968. Richard Nixon – kampania prezydencka[3].
- Harold McMaster (1916–2003) – naukowiec i wynalazca
- Willard Rodos (1901–1992) – etnomuzykolog
- Marc Krauss (ur. 1987) – bejsbolista Houston Astros